# روجر كارون
روجر كارون (بالإنجليزية: Roger Caron)‏ هو لاعب كرة قدم أمريكية أمريكي، ولد في 3 يونيو 1962 في بوسطن في الولايات المتحدة.

## وصلات خارجية
- روجر كارون على موقع مرجع كرة القدم المحترفة.كوم (الإنجليزية)